# Pidbirți, Pustomîtî
Pidbirți (în ucraineană Підбірці) este un sat în comuna Lîsînîci din raionul Pustomîtî, regiunea Liov, Ucraina.

## Demografie
Componența lingvistică a localității Pidbirți
     Ucraineană (99,75%)
     Alte limbi (0,18%)
Conform recensământului din 2001, majoritatea populației localității Pidbirți era vorbitoare de ucraineană (99,75%), existând în minoritate și vorbitori de alte limbi.